# Biotodoma
Biotodoma — рід риб родини цихлові. Рід налічує 2 види

.
- Biotodoma cupido (Heckel 1840) — басейни рр. Амазонка (Болівія, Бразилія та Перу) та Ессекібо (Гаяна)
- Biotodoma wavrini (Gosse 1963) — басейн р. Амазонка у середньому й верхньому дренажі р. Негро в Бразилії й Венесуелі; басейн р. Оріноко в Колумбії та Венесуелі